# Saint-André-d'Hébertot
Pour les articles homonymes, voir Saint-André.
Ne doit pas être confondu avec Saint-Benoît-d'Hébertot.
Saint-André-d'Hébertot est une commune française, située dans le département du Calvados en région Normandie, peuplée de 450 habitants (les Andrébertotois).

## Géographie

### Localisation
| Saint-Benoît-d'Hébertot, Vieux-Bourg | Saint-Benoît-d'Hébertot                        | Beuzeville (Eure)           |
| Surville, Saint-Julien-sur-Calonne   | Saint-André-d'Hébertot                         | La Lande-Saint-Léger (Eure) |
| Les Authieux-sur-Calonne             | Les Authieux-sur-Calonne, Bonneville-la-Louvet | La Lande-Saint-Léger (Eure) |

### Hydrographie
La commune est située dans le bassin Seine-Normandie. Elle est drainée par la Calonne, le ruisseau de la Fontaine Saint-Martin, le ruisseau de la Fontaine de l'Erable, le ruisseau de la Fontaine de Routot, le ruisseau des Airreries, le Douet des Moulins et  et un autre petit cours d'eau,.
La Calonne, d'une longueur de 45 km, prend sa source dans la commune du Planquay et se jette  dans la Touques à Pont-l'Évêque, après avoir traversé 19 communes. Les caractéristiques hydrologiques de la Calonne sont données par la station hydrologique située sur la commune des Authieux-sur-Calonne. Le débit moyen mensuel est de 1,71 m3/s. Le débit moyen journalier maximum est de 21,6 m3/s, atteint lors de la crue du 7 novembre 2000. Le débit instantané maximal est quant à lui de 31 m3/s, atteint le 3 février 1980.

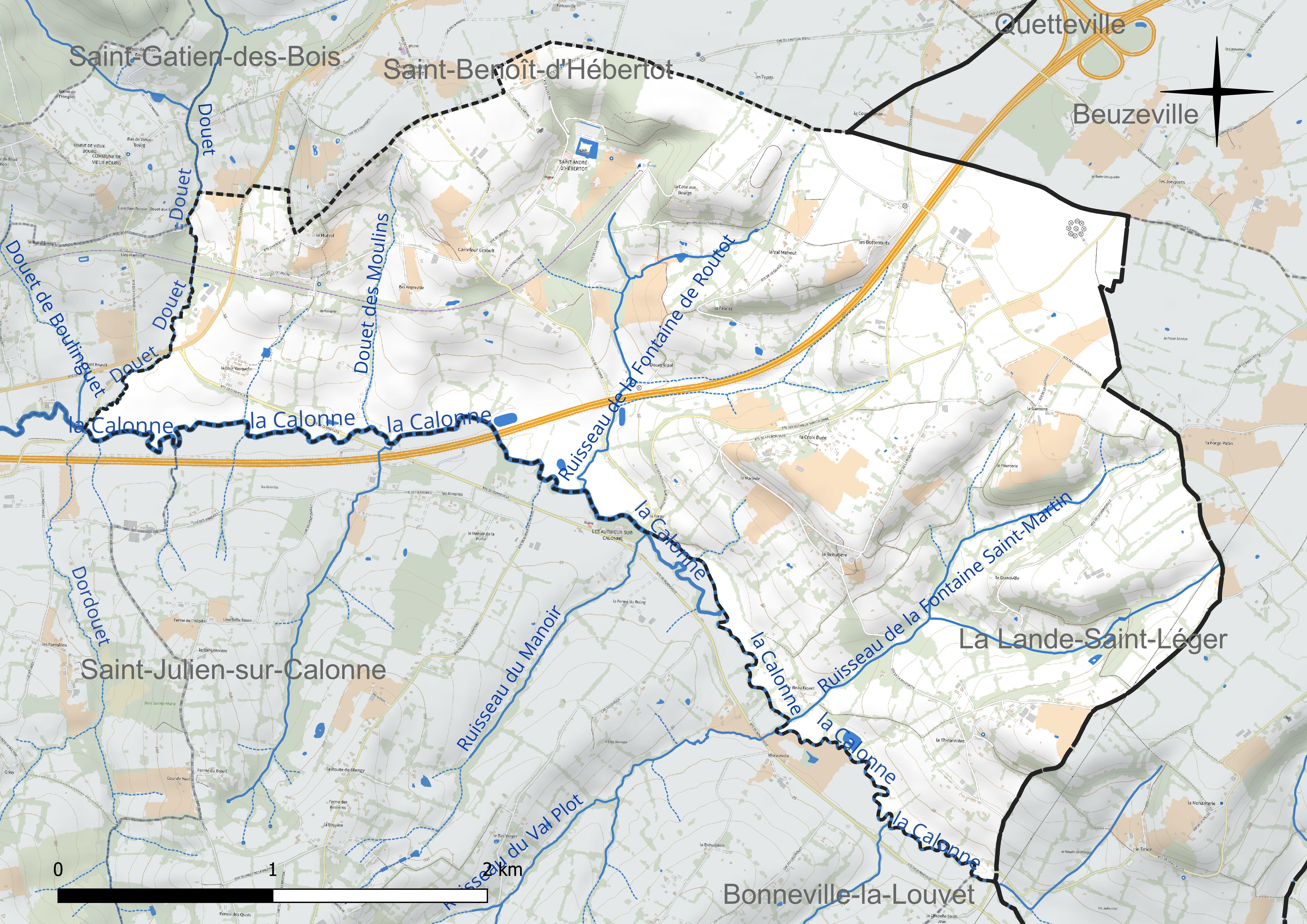
Réseau hydrographique de Saint-André-d'Hébertot.

### Climat
Pour des articles plus généraux, voir Climat de la Normandie et Climat du Calvados.
En 2010, le climat de la commune est de type climat océanique franc, selon une étude du CNRS s'appuyant sur une série de données couvrant la période 1971-2000. En 2020, Météo-France publie une typologie des climats de la France métropolitaine dans laquelle la commune est exposée à un climat océanique et est dans la région climatique  Côtes de la Manche orientale, caractérisée par un faible ensoleillement (1 550 h/an) ; forte humidité de l'air (plus de 20 h/jour avec humidité relative > 80 % en hiver), vents forts fréquents. Parallèlement le GIEC normand, un groupe régional d'experts sur le climat, différencie quant à lui, dans une étude de 2020, trois grands types de climats pour la région Normandie, nuancés à une échelle plus fine par les facteurs géographiques locaux. La commune est, selon ce zonage, exposée à un « climat contrasté des collines », correspondant au Pays d'Auge, Lieuvin et Roumois, moins directement soumis aux flux océaniques et connaissant toutefois des précipitations assez marquées en raison des reliefs collinaires qui favorisent leur formation.
Pour la période 1971-2000, la température annuelle moyenne est de 10,3 °C, avec  une amplitude thermique annuelle de 13,3 °C. Le cumul annuel moyen de précipitations est de 868 mm, avec 13 jours de précipitations en janvier et 8,5 jours en juillet. Pour la période 1991-2020, la température moyenne annuelle observée sur la station météorologique la plus proche, située sur la commune de Saint-Gatien-des-Bois à 8 km à vol d'oiseau, est de 11,0 °C et le cumul annuel moyen de précipitations est de 920,4 mm,. Pour l'avenir, les paramètres climatiques de la commune estimés pour 2050 selon différents scénarios d'émission de gaz à effet de serre sont consultables sur un site dédié publié par Météo-France en novembre 2022.

## Urbanisme

### Typologie
Au 1er janvier 2024, Saint-André-d'Hébertot est catégorisée commune rurale à habitat dispersé, selon la nouvelle grille communale de densité à 7 niveaux définie par l'Insee en 2022.
Elle est située hors unité urbaine et hors attraction des villes,.

### Occupation des sols
L'occupation des sols de la commune, telle qu'elle ressort de la base de données européenne d'occupation biophysique des sols Corine Land Cover (CLC), est marquée par l'importance des territoires agricoles (100 % en 2018), une proportion identique à celle de 1990 (100 %). La répartition détaillée en 2018 est la suivante : 
prairies (93,4 %), zones agricoles hétérogènes (3,9 %), terres arables (2,7 %). L'évolution de l'occupation des sols de la commune et de ses infrastructures peut être observée sur les différentes représentations cartographiques du territoire : la carte de Cassini (XVIIIe siècle), la carte d'état-major (1820-1866) et les cartes ou photos aériennes de l'IGN pour la période actuelle (1950 à aujourd'hui).

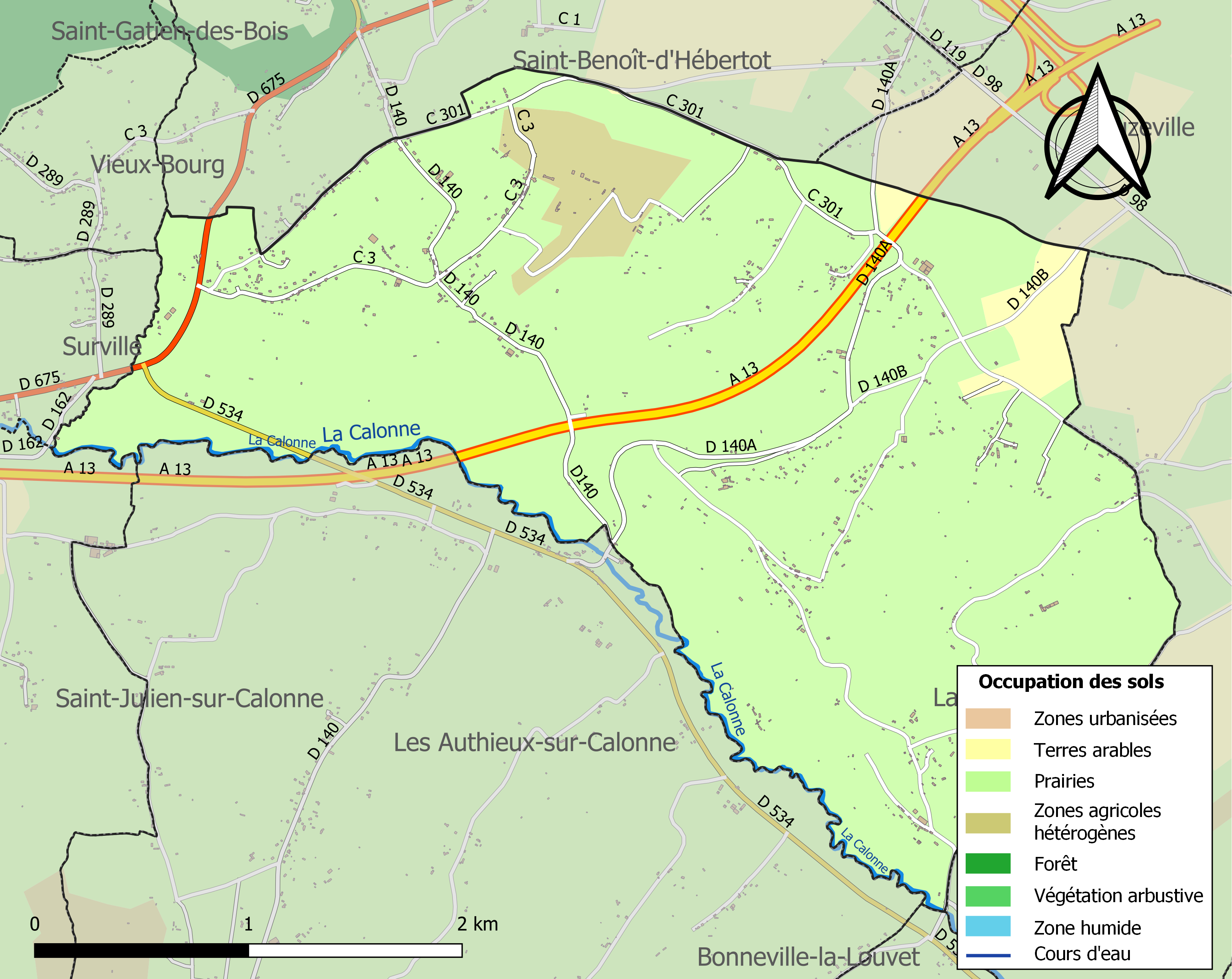
Carte des infrastructures et de l'occupation des sols de la commune en 2018 (CLC).

## Toponymie
L'hagiotoponyme et la paroisse sont dédiés à l'apôtre André.
Hébertot est attesté sous la forme Hebertot en 1195.

Il s'agit d'une formation toponymique médiévale qui est basée sur l'anthroponyme d'origine germanique Herbert , également utilisé en vieux norrois dont la forme normande est Hébert , suivi de l'appellatif suffixé -tot « emplacement, ferme », issu du vieux scandinave topt, toft de même sens, que l'on retrouve fréquemment en Normandie.
Saint-Benoît-d'Hébertot commune contigüe, résulte de la division du primitif Hébertot au Moyen Âge. Le même Herbert a également donné son nom à Heberti Humus, attesté en 1295, un îlot ou une prairie entourée d'eau. C'est une mauvaise latinisation de l'ancien normand hom ou homme, terme issu de l'ancien scandinave hólmr « îlot ». On retrouve cette forme de composé dans Robehomme, ancienne commune du Calvados attestée Raimberti Hulmus dès 1083.
Remarque : l'amuïssement du [r] de Herbert dans ce contexte est récurrente en Normandie, on la constate aussi par exemple dans le patronyme Bénard issu de Bernard.

## Politique et administration
| Période    | Période    | Identité          | Étiquette | Qualité             |
| ---------- | ---------- | ----------------- | --------- | ------------------- |
| 1983       | avril 2014 | Étienne Delabarre | SE        | Exploitant agricole |
| avril 2014 | En cours   | Pierre Bougard    | SE        |                     |

Le conseil municipal est composé de onze membres dont le maire et trois adjoints.

## Démographie
L'évolution du nombre d'habitants est connue à travers les recensements de la population effectués dans la commune depuis 1793. Pour les communes de moins de 10 000 habitants, une enquête de recensement portant sur toute la population est réalisée tous les cinq ans, les populations de référence des années intermédiaires étant quant à elles estimées par interpolation ou extrapolation. Pour la commune, le premier recensement exhaustif entrant dans le cadre du nouveau dispositif a été réalisé en 2006.
En 2022, la commune comptait 450 habitants, en évolution de +2,27 % par rapport à 2016 (Calvados : +1,58 %, France hors Mayotte : +2,11 %).
Saint-André-d'Hébertot a compté jusqu'à 1 035 habitants en 1806.
| 1793 | 1800 | 1806  | 1821  | 1831 | 1836 | 1841 | 1846 | 1851 |
| ---- | ---- | ----- | ----- | ---- | ---- | ---- | ---- | ---- |
| 745  | 915  | 1 035 | 1 022 | 902  | 845  | 855  | 785  | 783  |

| 1856 | 1861 | 1866 | 1872 | 1876 | 1881 | 1886 | 1891 | 1896 |
| ---- | ---- | ---- | ---- | ---- | ---- | ---- | ---- | ---- |
| 710  | 719  | 677  | 664  | 659  | 616  | 563  | 516  | 491  |

| 1901 | 1906 | 1911 | 1921 | 1926 | 1931 | 1936 | 1946 | 1954 |
| ---- | ---- | ---- | ---- | ---- | ---- | ---- | ---- | ---- |
| 497  | 443  | 450  | 421  | 416  | 389  | 421  | 353  | 359  |

| 1962 | 1968 | 1975 | 1982 | 1990 | 1999 | 2006 | 2011 | 2016 |
| ---- | ---- | ---- | ---- | ---- | ---- | ---- | ---- | ---- |
| 330  | 301  | 257  | 244  | 292  | 390  | 450  | 454  | 440  |

| 2021 | 2022 | - | - | - | - | - | - | - |
| ---- | ---- | - | - | - | - | - | - | - |
| 451  | 450  | - | - | - | - | - | - | - |

## Lieux et monuments

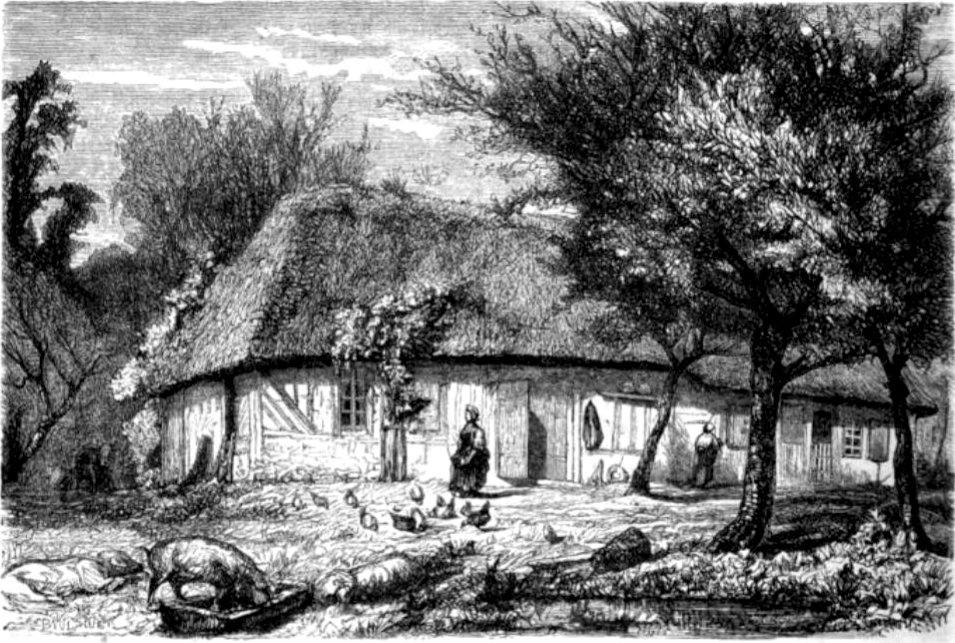
Gravure des cours Vauquelin.

- Les Cours Vauquelin, chaumière où est né Louis-Nicolas Vauquelin, chimiste, le 16 mai 1763.
- L'ancien prieuré, construit aux XIIe, XVIIe et XVIe siècles. Les façades et les toitures des deux bâtiments (l'un en pierre, l'autre en pans de bois) sont inscrites au titre des monuments historiques par arrêté du 24 avril 1954[33].
- L'église Saint-André, construite entre le XIe et le XIIe siècle. Elle est classée au titre des monuments historiques par arrêté du 21 mars 1910[34].
- Le château de Saint-André-d'Hébertot, construit aux XVIIe et XVIIIe siècles. Les façades et les toitures des bâtiments des communs sont inscrites au titre des monuments historiques par arrêté du 7 juillet 1948 ; les façades et couvertures du château, les douves et le parterre à la française sont classés au titre des monuments historiques par arrêté du 2 mai 1961[35].
- Vestiges d'une motte féodale et pigeonnier au lieu-dit la Falaise[36].
- La colonne Vauquelin. Elle est située à l'intersection de la RD 675 (anciennement RN 175) et de la RD 534. Elle est érigée en 1850. Il y est inscrit le texte : « À L. N. Vauquelin, Chimiste, le pays où il est né, Né à Saint-André-d'Hébertot, le 16 mai 1743. Mort à Saint-André-d'Hébertot, le 14 novembre 1829. À l'auteur des découvertes, du chrome et de la glucine, actif promoteur, de l'analyse chimique rigoureuse ». En 1901, Julien Vauquelin, arrière petit-neveu de Louis-Nicolas Vauquelin, fait fixer dessus un buste en bronze représentant son ancêtre. Le buste est déboulonné et fondu pendant l'occupation, dans le cadre de la mobilisation des métaux non ferreux. En 1963, un buste de remplacement est placé sur la colonne.

## Personnalités liées à la commune
- Louis-Nicolas Vauquelin (1763 à Saint-André-d'Hébertot - 1829 à Saint-André-d'Hébertot), chimiste. Sa sépulture se trouve au cimetière proche de l'église.

## Sources